# Enrique Ballestrero
Enrique Pedro Ballestrero Griffo (Colonia del Sacramento, 18 de enero de 1905-Montevideo, 11 de octubre de 1969) fue un futbolista uruguayo que jugaba de portero. Llegó a Rampla Juniors en 1927 y fue pieza fundamental del equipo que obtuvo ese año el Campeonato Uruguayo.
Sus notables actuaciones le valieron la convocatoria a la selección uruguaya, con la cual obtuvo el Campeonato del Mundo de 1930, siendo el arquero titular y gran figura del equipo celeste.
En 1935 pasó a Peñarol, equipo donde se retiró dos años más tarde.

## Trayectoria
Su primer club fue Miramar Misiones en 1926. Luego pasó a Rampla donde se consagró campeón en 1927. Al empezar el profesionalismo en Uruguay, fichó por Peñarol ganando un tricampeonato.

## Selección nacional
Fue internacional con la Selección de fútbol de Uruguay en 17 encuentros formando parte del equipo Campeón del Mundo de 1930, además consiguió un título sudamericano y una Copa Newton. En la Copa América de 1937, Ballestrero alternó en partidos con Juan Besuzzo. Uruguay fue solo tercero, cuatro puntos detrás de Argentina y Brasil, que tomó la decisión, ganada por los argentinos. Besuzzo lo reemplazó en la segunda mitad de la victoria por 3-2 sobre los campeones argentinos el 23 de enero. Ese terminó siendo el último partido de Ballestrero para Uruguay. Durante ese año, contrajo una bronconeumonía que lo habría obligado a dejar de jugar. En total, hubo 19 partidos y 24 goles concedidos. 

### Participaciones en la Copa del Mundo
| Mundial                        | Sede    | Resultado |
| ------------------------------ | ------- | --------- |
| Copa Mundial de Fútbol de 1930 | Uruguay | Campeón   |

### Participaciones en la Copa América
| Copa América      | Sede      | Resultado    |
| ----------------- | --------- | ------------ |
| Copa América 1935 | Perú      | Campeón      |
| Copa América 1937 | Argentina | Cuarto lugar |

## Clubes
| Club             | País    | Año       |
| ---------------- | ------- | --------- |
| Miramar Misiones | Uruguay | 1926      |
| Rampla Juniors   | Uruguay | 1926-1935 |
| Peñarol          | Uruguay | 1935-1937 |

## Palmarés

### Campeonatos nacionales
| Título              | Club           | País    | Año  |
| ------------------- | -------------- | ------- | ---- |
| Campeonato Uruguayo | Rampla Juniors | Uruguay | 1927 |
| Campeonato Uruguayo | Peñarol        | Uruguay | 1935 |
| Campeonato Uruguayo | Peñarol        | Uruguay | 1936 |
| Torneo Competencia  | Peñarol        | Uruguay | 1936 |
| Campeonato Uruguayo | Peñarol        | Uruguay | 1937 |

### Copas internacionales
| Título                 | Club (*)             | País    | Año  |
| ---------------------- | -------------------- | ------- | ---- |
| Copa Mundial de Fútbol | Selección de Uruguay | Uruguay | 1930 |
| Copa América           | Selección de Uruguay | Uruguay | 1935 |